# Grupul de Armate Nord
Grupul de Armate Nord (în limba germană: Heeresgruppe Nord) a fost un grup de armate german în timpul celui de-al Doilea Război Mondial, care a luptat pe Frontul de Răsărit.
Grupul de Armate Nord a fost creat în 2 septembrie 1939, având în subordine mai multe armate, primul său comandant fiind numit Fedor von Bock. Comandantul grupului de armată era responsabil pe lângă unitățile care luptau și de comanda unităților de ocupație și ale celor logistice.

## Operațiunile Armatei de Nord

#### Invazia Poloniei
Grupul de armată a participat în campania împotriva Poloniei în 1939, unde în septembrie controla:
- Armata a 3-a
- Armata a 4-a
- Rezerve formate din 4 divizii
  - Divizia 10 de Blindate (Panzer Division)
  - Divizia 73 de Infanterie
  - Divizia 206 de Infanterie
  - Divizia 208 de Infanterie

Grupul de armată era comandat de Fedor von Bock. 
După sfârșitul campaniei, a fost transferat pe Teatrul de Vest și la 10 octombrie 1939 a fost redenumit Grupul de Armate B și era formată din:
- Armata a 6-a
- Armata a 4-a

#### Invazia Uniunii Sovietice

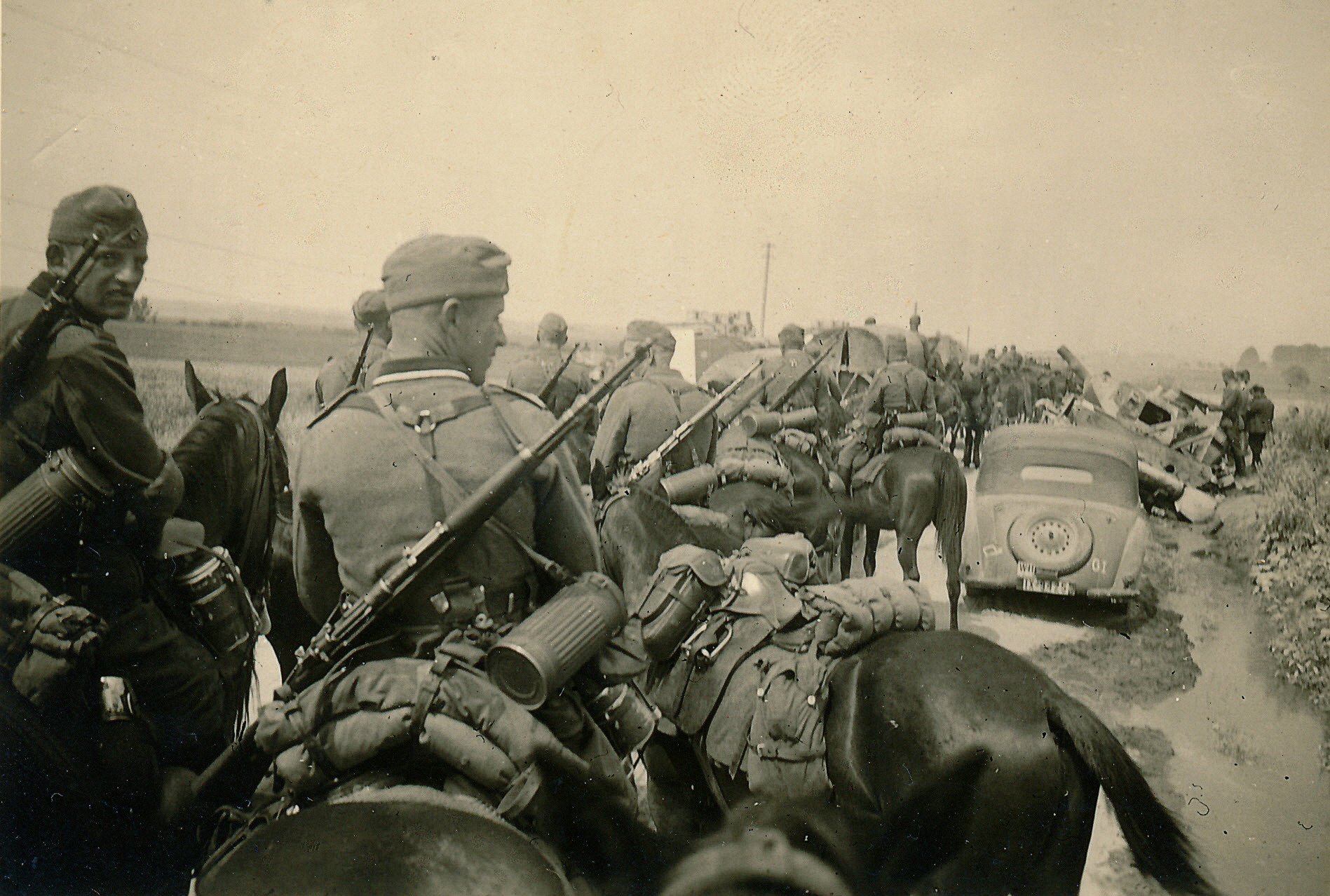
Infanterie-Regimentul 489 după luptele de blindate de la Kowno, 1941

În pregătirea Operațiunii Barbarossa, Grupul de Armate Nord a fost reformat din Grupul de Armate C la 22 iunie 1941. Grupul de Armate Nord a fost comandat de feldmareșalul Wilhelm Ritter von Leeb și a fost organizat în Prusia de Est. 
Scopul său strategic era Leningrad, obiectivele operaționale fiind teritoriile republicilor baltice și securizarea flancului nordic al Grupului de Armate Centru din Rusia de Nord, între râul Dvina de Vest și granița Grupului de Armate Daugavpils-Kholm. La începutul operațiunii de ofensivă baltică a Wehrmacht-ului, grupul de armate s-a desfășurat în Lituania și nordul Belarusiei. A servit în principal în teritoriile baltice și nordul Rusiei până în 1944. Comandant șef la 22 iunie 1941: Wilhelm Ritter von Leeb.

## Comandanți
| Nr. |                         | Comandant                                           | Preluarea mandatului | Părăsirea mandatului | În funcție     |
| --- | ----------------------- | --------------------------------------------------- | -------------------- | -------------------- | -------------- |
| 1   | Fedor von Bock          | Feldmareșal Fedor von Bock (1880–1945)              | 27 august 1939       | 20 iunie 1941        | 1 an, 297 zile |
| 2   | Wilhelm Ritter von Leeb | Feldmareșal Wilhelm Ritter von Leeb (1876–1956)     | 20 iunie 1941        | 17 ianuarie 1942     | 211 zile       |
| 3   | Georg von Küchler       | Feldmareșal Georg von Küchler (1881–1968)           | 17 ianuarie 1942     | 9 ianuarie 1944      | 1 an, 357 zile |
| 4   | Walter Model            | Feldmareșal Walter Model (1891–1945)                | 9 ianuarie 1944      | 31 martie 1944       | 82 zile        |
| 5   | Georg Lindemann         | Feldmareșal Georg Lindemann (1884–1963)             | 31 martie 1944       | 4 iulie 1944         | 95 zile        |
| 6   | Johannes Frießner       | General colonel Johannes Frießner (1892–1971)       | 4 iulie 1944         | 23 iulie 1944        | 19 zile        |
| 7   | Ferdinand Schörner      | Generalfeldmarschall Ferdinand Schörner (1892–1973) | 23 iulie 1944        | 27 ianuarie 1945     | 188 zile       |
| 8   | Lothar Rendulic         | Generaloberst Lothar Rendulic (1887–1971)           | 27 ianuarie 1945     | 12 martie 1945       | 44 zile        |
| 9   | Walter Weiß             | Generaloberst Walter Weiß (1890–1967)               | 12 martie 1945       | 2 aprilie 1945       | 21 zile        |

## Organigramă
Unități aflate sub comandamentul Grupului de Armate Nord
| Dată               | Unități                                                                         |
| ------------------ | ------------------------------------------------------------------------------- |
| 1941               |                                                                                 |
| iunie-iulie        | Armata a 16-a, Panzergruppe 4, Armata a 18-a                                    |
| august-septembrie  | Armata a 16-a, Panzergruppe 4, Armata a 18-a                                    |
| octombrie          | Armata a 16-a, Armata a 18-a                                                    |
| 1942               |                                                                                 |
| ianuarie-decembrie | Armata a 16-a, Armata a 18-a, plus Armata a 11-a doar ce depindea direct de OKH |
| 1943               |                                                                                 |
| ianuarie-decembrie | Armata a 16-a, Armata a 18-a                                                    |
| 1944               |                                                                                 |
| ianuarie-februarie | Armata a 16-a, Armata a 18-a                                                    |
| martie-septembrie  | Detașamentul Narva, Armata a 16-a, Armata a 18-a                                |
| octombrie          | Detașamentul Grasser, Armata a 16-a, Armata a 18-a                              |
| noiembrie          | Detașamentul Kleffel, Armata a 16-a, Armata a 18-a                              |
| decembrie          | Armata a 16-a, Armata a 18-a                                                    |
| 1945               |                                                                                 |
| ianuarie           | Armata a 16-a, Armata a 18-a                                                    |